# Bahnhof Thanaleng

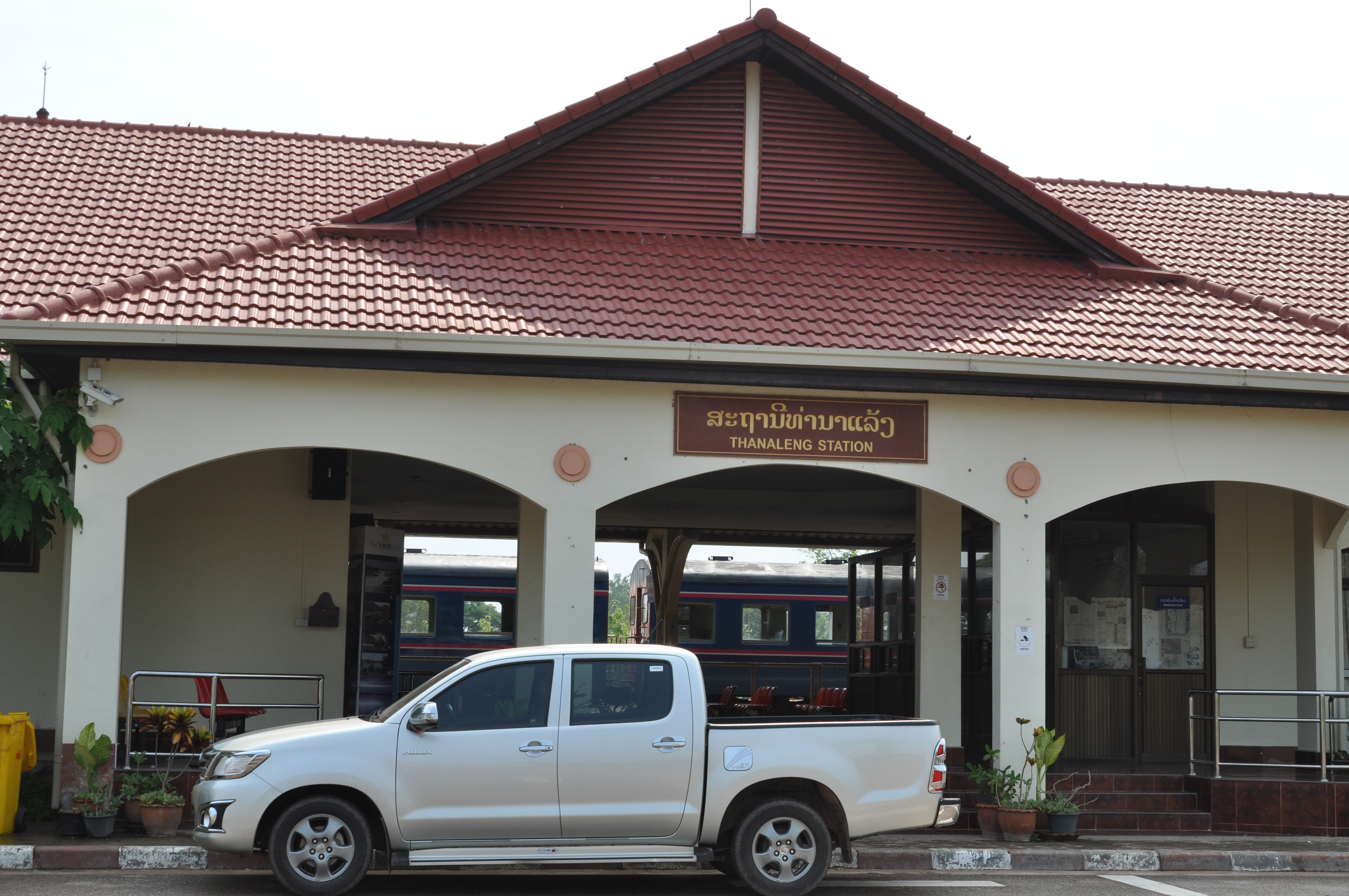
Bahnhofsgebäude

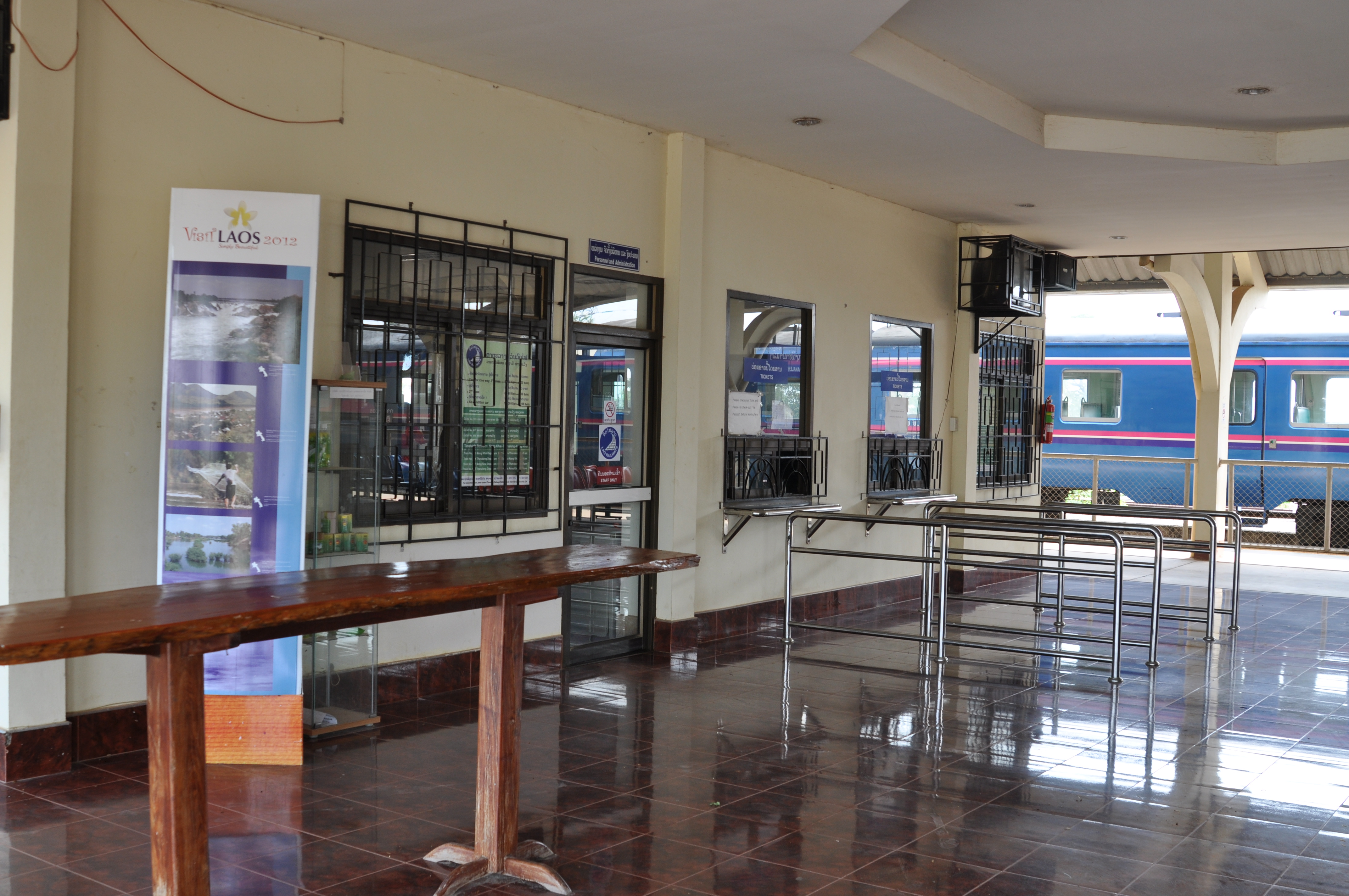
Fahrkartenschalter im Bahnhof

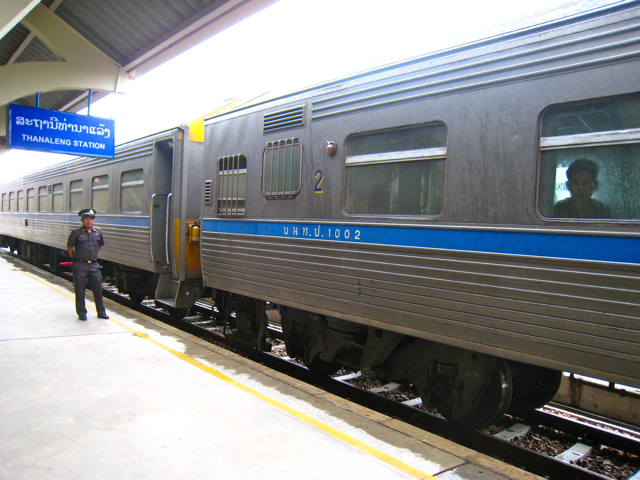
Zug im Bahnhof Thanaleng

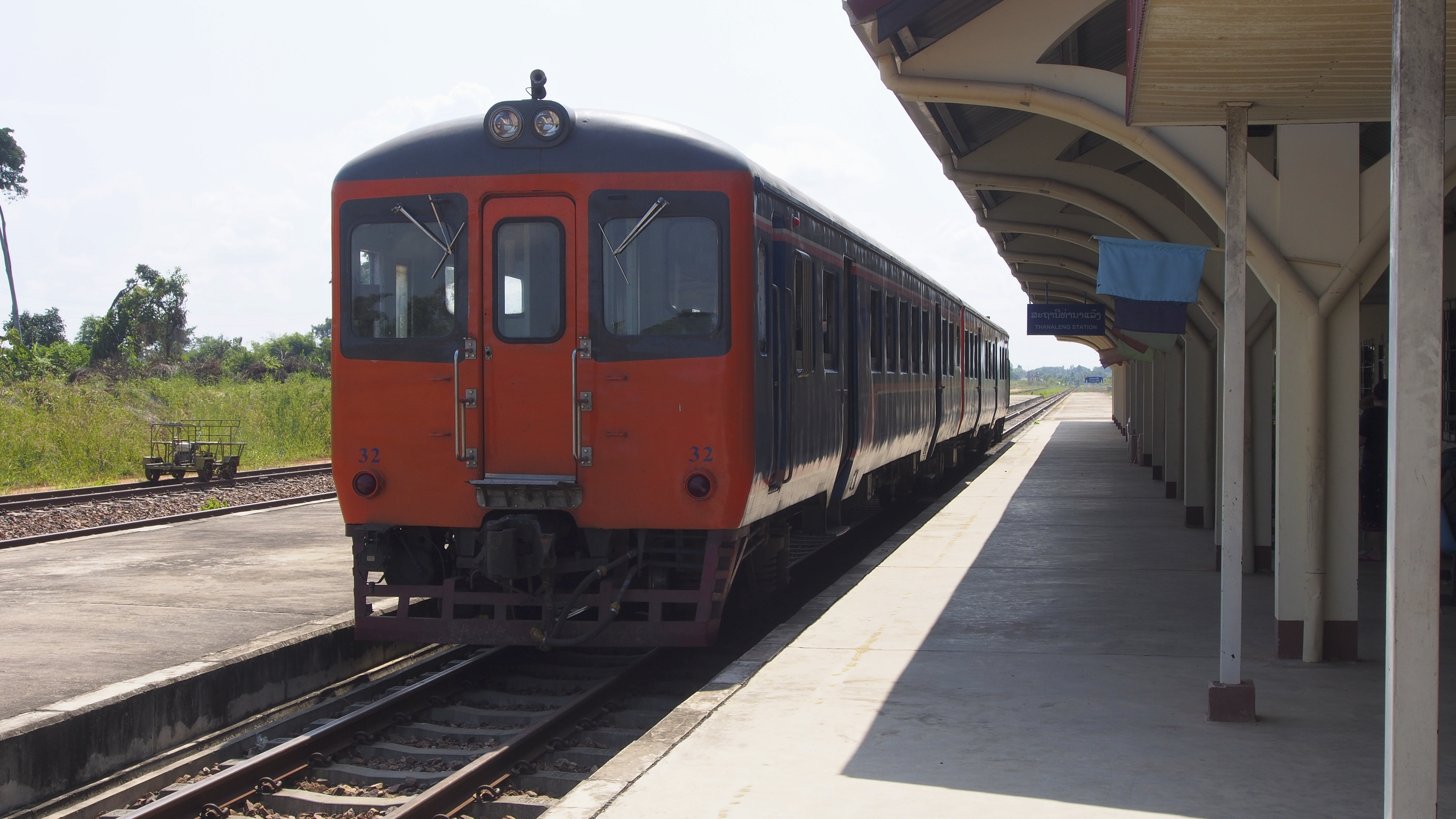
Draisine (links) und Shuttlezug (rechts)

Der Bahnhof Thanaleng (auch Bahnhof Dongphosy) befindet sich im Dorf Dongphosy im Hadxayfong Distrikt in der Präfektur Vientiane in Laos. Der Bahnhof Thanaleng bildete bis Juli 2024 den betrieblichen Endpunkt der aus Thailand kommenden Bahnstrecke Nong Khai–Vientiane. Hier findet auch die laotische Einreisekontrolle statt.

## Geografische Lage
Der Grenzbahnhof liegt in dem Dorf Dongphosy, Bezirk Hadxaifong, etwa 20 km östlich von Vientiane, der Hauptstadt von Laos. Benannt wurde er aber nach dem Grenzort Thanaleng. Er befindet sich ungefähr 4 km nördlich der Grenze zwischen Laos und Thailand, die der Mekong bildet und den die Bahnstrecke Nong Khai–Vientiane hier auf der Ersten Thailändisch-Laotischen Freundschaftsbrücke überquert.

## Geschichte
Am 20. März 2004 wurde eine Vereinbarung zwischen der thailändischen und laotischen Regierung zur Verlängerung der Nordostlinie der Thailändischen Staatseisenbahn von Nong Khai nach Thanaleng geschlossen, die auch den Bau des Bahnhofs beinhaltete. Der Bahnhof wurde am 5. März 2009 eröffnet. Ursprünglich für den reinen Einsatz als Personenbahnhof bestimmt, wird der Bahnhof nun auch für den Güterverkehr genutzt. Am 4. Dezember 2021 wurde hier einen Tag nach der Eröffnung der China-Laos-Eisenbahn der Vientiane Logistics Park(), eines von insgesamt neun Logistikcentern in Laos, offiziell von Premierminister Phankham Viphavanh eröffnet. Seitdem hat sich der Güterverkehr stetig erhöht. 2023 und 2024 werden im Güterverkehr täglich 16 Zugpaare mit 25 Wagen pro Zug gefahren. Das soll 2026 auf 24 Zugpaare mit je 25 Wagen pro Tag erhöht werden.

## Verkehr
Zweimal täglich verkehrt ein Pendelzug zwischen den Bahnhöfen Nong Khai und Thanaleng.
Außerdem gelegentlich der Eastern and Oriental Express.